# پروویدنس (ایلینوی)
پروویدنس (به انگلیسی: Providence) یک منطقهٔ مسکونی در ایالات متحده آمریکا است که در شهرستان بورو، ایلینوی واقع شده‌است. پروویدنس ۲۸۱٫۹۴ متر بالاتر از سطح دریا واقع شده‌است.